# Josie Gabuco
Josie Gabuco (Puerto Princesa, 30 maart 1987) is een voormalig Filipijns bokser. 
Gabuco is een van de meeste succesvolle vrouwelijke boksers uit de geschiedenis van de Filipijnen. Ze won als enige Filipijnse ooit een gouden medaille op het Wereldkampioenschappen boksen en veroverde in 2019 tevens een gouden medaille op de 
Aziatische kampioenschappen boksen. In de loop van haar carrière die duurde van 2007 tot 2022 wist ze bovendien vijf maal de gouden medaille te veroveren op de Zuidoost-Aziatische Spelen. Bij haar laatste optreden op deze regionale spelen in 2021 won Gabuco nog een bronzen medaille.

## Prijzen

### Boksen
- 2008:  Wereldkampioenschappen boksen vrouwen 2008, Lichtminimumgewicht
- 2009:  Zuidoost-Aziatische Spelen, Lichtminimumgewicht
- 2011:  Zuidoost-Aziatische Spelen, Lichtminimumgewicht
- 2012:  Wereldkampioenschappen boksen vrouwen 2012, Lichtvlieggewicht
- 2013:  Zuidoost-Aziatische Spelen, Lichtvlieggewicht
- 2015:  Zuidoost-Aziatische Spelen, Lichtvlieggewicht
- 2019:  Aziatische kampioenschappen boksen, Lichtvlieggewicht
- 2019:  Zuidoost-Aziatische Spelen, Lichtvlieggewicht
- 2021:  Aziatische kampioenschappen boksen, Lichtvlieggewicht
- 2021:  Zuidoost-Aziatische Spelen, Lichtvlieggewicht